# Styloteleia acutiventris
Styloteleia acutiventris är en stekelart som först beskrevs av Alan Parkhurst Dodd 1914.  Styloteleia acutiventris ingår i släktet Styloteleia och familjen Scelionidae. Inga underarter finns listade i Catalogue of Life.